# The Great Southern Trendkill
The Great Southern Trendkill è l'ottavo album del gruppo musicale Pantera, pubblicato nel 1996.

## Descrizione
Uscito nel maggio 1996, il disco esibisce un suono estremamente aggressivo e lacerante, forse il più violento tra quelli prodotti dal quartetto. La realizzazione del disco fu però assai complicata in quanto Phil Anselmo registrò le parti vocali lontano dagli altri membri, cantando in uno studio di New Orleans su basi musicali pre-composte dai suoi compagni in Texas, perché ancora occupato con uno dei suoi progetti.
Il suono di chitarra è assai acido e graffiato, accompagnato da pesanti giri di basso e una batteria intricata. Ai riff, ricchi di groove come da caratteristica del suono della band, si aggiungono pesanti sfumature sludge, mentre i testi e il cantato di Anselmo sono evidentemente influenzati da NOLA, disco d'esordio del supergruppo Down (di cui Anselmo è il frontman), uscito appena un anno prima.
L'assolo di chitarra in Floods di Dimebag Darrell è stato classificato come il quindicesimo migliore di sempre da Guitar World. La canzone 10's apparve nel doppiaggio inglese di Dragon Ball Z - Il Super Saiyan della leggenda, nella scena in cui Broly si trasforma nel Super Saiyan Leggendario.

## Tracce
Testi e musiche di Dimebag Darrell, Vinnie Paul, Phil Anselmo e Rex Brown.
1. The Great Southern Trendkill – 3:46
2. War Nerve – 4:53
3. Drag the Waters – 4:55
4. 10's – 4:50
5. 13 Steps to Nowhere – 3:37
6. Suicide Note Pt. 1 – 4:44
7. Suicide Note Pt. 2 – 4:20
8. Living Through Me (Hell's Wrath) – 4:50
9. Floods – 7:00
10. The Underground in America – 4:34
11. (Reprise) Sandblasted Skin – 5:41

## Formazione
Gruppo
- Philip Anselmo – voce
- Dimebag Darrell – chitarra
- Rex Brown – basso
- Vinnie Paul – batteria

Altri musicisti
- Seth Putnam – voce aggiuntiva nelle tracce 1, 2 e 7

## Classifiche
| Classifica (1996) | Posizione massima |
| ----------------- | ----------------- |
| Australia         | 2                 |
| Austria           | 14                |
| Belgio (Fiandre)  | 22                |
| Belgio (Vallonia) | 19                |
| Canada            | 19                |
| Finlandia         | 4                 |
| Germania          | 29                |
| Italia            | 24                |
| Norvegia          | 14                |
| Nuova Zelanda     | 5                 |
| Paesi Bassi       | 61                |
| Regno Unito       | 17                |
| Stati Uniti       | 4                 |
| Svezia            | 7                 |
| Svizzera          | 37                |